# Zederik
Zederik este o comună în provincia Olanda de Sud, Țările de Jos. 

## Localități componente
Ameide, Boeicop, Heicop, Leerbroek, Lexmond, Meerkerk, Nieuwland, Tienhoven.